# Corone
Corone o Korone (in greco Κορώνη?) è un ex comune della Grecia nella periferia del Peloponneso di 5 067 abitanti secondo i dati del censimento 2001.
È stato soppresso a seguito della riforma amministrativa detta Programma Callicrate in vigore dal gennaio 2011 ed è ora compreso nel comune di Pylos-Nestoras.

## Storia
Fu fondata in epoca non precisata, sicuramente entro il VI secolo, dai bizantini.
Nel 1204, dopo la caduta di Costantinopoli, capitale dell'Impero bizantino, a seguito della quarta crociata, i crociati s'impossessarono anche del Peloponneso. Corone fu conquistata dai veneziani nel 1204, nel 1208 passò ai genovesi, ma in breve tempo fu riconquistata dai veneziani. Dall'epoca della conquista fu sede di un vescovo di rito latino.
A Corone esisteva dal XII-XIII secolo una folta minoranza albanese ortodossa, chiamata dai locali greci arvanites.
Nel 1500 Corone si arrese ai turchi. Fu riconquistata da Andrea Doria nel 1532, ma già nel 1534 tornò in mano turca. Fu così che, grazie ad accordi diplomatici intercorsi tra l'esercito di Carlo V ed il Sultano, alle nobili famiglie arvanite della città, come i Marchianò, i Mazzuca, i Nociti,  gli Stratigò, i Rafti, i Rodotà, i Renes, i Camodecà ecc. fu consentita la scelta dell'esilio nel Regno di Napoli e nel Regno di Sicilia.
Carlo V volendo omaggiare i profughi ed il loro strenuo eroismo nella difesa della roccaforte, insignì gli eroi del Regio Cavalierato, i cosiddetti Cavalieri Coronei.
Così, durante la dominazione ottomana del 1534, la popolazione fu esiliata in Italia principalmente in Calabria (San Demetrio Corone, Santa Sofia d'Epiro, Castroregio etc.) in Basilicata (San Costantino Albanese, Barile, Maschito, San Paolo Albanese, Brindisi Montagna etc.) ma anche in Sicilia, in Piana degli Albanesi e nella città di Messina.
I veneziani la riconquistarono ancora nel 1685 con Francesco Morosini, ma nuovamente ricadde sotto la dominazione turco-ottomana.